# Pauline Hall
Pauline Margrete Hall (ur. 2 sierpnia 1890 w Hamar, zm. 24 stycznia 1969 w Oslo) – norweska kompozytorka i krytyk muzyczny.

## Życiorys
Uczyła się gry na fortepianie u Johana Beckera Lunde (1908–1910) oraz teorii i kompozycji u Catharinusa Ellinga (1910–1912). Następnie studiowała w Paryżu i Dreźnie (1912–1914). Od 1926 do 1932 roku była korespondentką gazety „Dagbladet”, w latach 1934–1942 i 1945–1963 pisała natomiast do niej krytyki muzyczne. W 1938 roku założyła norweską sekcję Międzynarodowego Towarzystwa Muzyki Współczesnej, której do 1961 roku była przewodniczącą. Przetłumaczyła na język norweski libretta do wielu oper, m.in. Le roi David Arthura Honeggera, Le pauvre matelot Dariusa Milhauda i Don Giovanni W.A. Mozarta.
We wczesnym okresie swojej twórczości pozostawała pod wpływem francuskiego impresjonizmu, co przejawiało się nawiązaniami do Claude’a Debussy’ego w zakresie instrumentacji. Później zwróciła się w kierunku neoklasycyzmu.

## Wybrane kompozycje
(na podstawie materiałów źródłowych)

### Utwory orkiestrowe
- Poème élégiaque (1920)
- Verlaine-suite (1929)
- Circusbilleder (1933)
- Suite av Julius Caesar (1947)

### Utwory kameralne
- Sonata skrzypcowa (1915)
- Kwintet na instrumenty dęte (1915)
- Suita na kwintet dęty (1945)
- Mała suita taneczna na obój, klarnet i fagot (1958)
- 4 tosserier na sopran, klarnet, fagot, róg i trąbkę (1961)

### Balet
- Markisen (1950)